# 大っキライだけど愛してる
『大っキライだけど愛してる』（だいっきらいだけどあいしてる）は、久松史奈の11枚目のシングル。

## 内容
6枚目のアルバム『oasis』の先行シングル。「東京ビジネスサービス」コマーシャルソング。
カップリングの「ロックンロールが聞こえなくて」は『'95 JAPAN SUPER CROSS, OSAKA』テーマソング。

## 収録曲
全編曲：瀬尾一三
1. 大っキライだけど愛してる
作詞：久松史奈・鮎川めぐみ　作曲：TSUKASA
2. ロックンロールが聞こえなくて
作詞・作曲：久松史奈
3. 大っキライだけど愛してる (inst.)

## 参加ミュージシャン
- 今剛 - ギター
- 美久月千晴 - ベース
- 佐久間学 - コーラス(#2)